# تلاکوتالپا
تلاکوتالپا (به اسپانیایی: Tlacotalpan) یک منطقهٔ مسکونی در مکزیک است که در وراکروس واقع شده‌است.
این مکان در سال ۱۹۹۸ در فهرست میراث جهانی یونسکو به ثبت رسید.

## خصوصیات
تلاکوتالپا ۸٬۸۵۳ نفر جمعیت دارد و ۱۰ متر بالاتر از سطح دریا واقع شده‌است.